# Liste der denkmalgeschützten Objekte in Sieghartskirchen
Die Liste der denkmalgeschützten Objekte in Sieghartskirchen enthält die 36 denkmalgeschützten, unbeweglichen Objekte der Gemeinde Sieghartskirchen im niederösterreichischen Bezirk Tulln.

## Denkmäler
| Foto |                 | Denkmal | Standort                                                    | Beschreibung | Metadaten |
| ---- | --------------- | --- | ----------------------------------------------------------- | --- | --- |
| ja   | Datei hochladen | Pfarrhof HERIS-ID: 26778 Objekt-ID: 23276                                                                                 | Martinstraße 6 Standort KG: Abstetten                       | Die Holztür des Pfarrhofs aus dem 17. Jahrhundert ist mit der Jahreszahl 1690 bezeichnet. | BDA-Hist.: Q37904150 Status: § 2a Stand der BDA-Liste: 2025-06-30 Name: Pfarrhof GstNr.: 8 Pfarrhof Abstetten, Sieghartskirchen                                                                                                |
| ja   | Datei hochladen | Schüttkasten (herrschaftlich) HERIS-ID: 26781 Objekt-ID: 23279                                                            | neben Martinstraße 6 Standort KG: Abstetten                 | Das Pfarrheim, vormals Wirtschaftstrakt des Pfarrhofes, ist ein langgestreckter zweigeschoßiger Barockbau des 18. Jahrhunderts. Im Erdgeschoß hat er rundbogige Fenster und Platzgewölbe, im Obergeschoß, das als Schüttboden diente, Rechteckfenster und eine Balkendecke. | BDA-Hist.: Q37904178 Status: § 2a Stand der BDA-Liste: 2025-06-30 Name: Schüttkasten (herrschaftlich) GstNr.: 8 Schüttkasten Abstetten, Sieghartskirchen                                                                       |
| ja   | Datei hochladen | Grabdenkmal/Epitaph HERIS-ID: 26783 Objekt-ID: 23281                                                                      | an der Pfarrkirche Standort KG: Abstetten                   | Das barocke Epitaph des Christian Anton Wurschbauer stammt aus dem Jahre 1737 und ist eine Stiftung der Herzogin Maria Theresia von Savoyen-Carignan. Über einem hohen Sockel mit Inschrift befinden sich ein Sarg mit Totenköpfen und weiter ein Pyramidenaufbau mit Putti und Wolken. | BDA-Hist.: Q37904206 Status: § 2a Stand der BDA-Liste: 2025-06-30 Name: Grabdenkmal/Epitaph GstNr.: 18 Kath. Pfarrkirche St. Martin, Abstetten                                                                                 |
| ja   | Datei hochladen | Kath. Pfarrkirche hl. Martin HERIS-ID: 26785 Objekt-ID: 23283                                                             | bei Martinstraße 6 Standort KG: Abstetten                   | Die Kirche steht erhöht mittig im Ort Abstetten mit einem Friedhof mit einer Böschungsmauer umgeben. Die barockisierte gotische Kirche hat einen mächtigen, weithin sichtbaren Turm. | BDA-Hist.: Q24040587 Status: § 2a Stand der BDA-Liste: 2025-06-30 Name: Kath. Pfarrkirche hl. Martin GstNr.: 18 Kath. Pfarrkirche St. Martin, Abstetten                                                                        |
| ja   | Datei hochladen | Figur hl. Johannes Nepomuk HERIS-ID: 26782 Objekt-ID: 23280                                                               | Martinstraße 2, in der Nähe Standort KG: Abstetten          | Die lebensgroße Statue des hl. Johannes Nepomuk auf einem Sockel stammt aus der Mitte des 18. Jahrhunderts und steht an der Brücke über die Große Tulln. Sie wurde 1968 restauriert. | BDA-Hist.: Q37904190 Status: § 2a Stand der BDA-Liste: 2025-06-30 Name: Figur hl. Johannes Nepomuk GstNr.: 7 |
| ja   | Datei hochladen | Schloss Dietersdorf HERIS-ID: 26779 Objekt-ID: 23277seit 2016                                                             | Schlossstraße 4 Standort KG: Dietersdorf                    | Schloss Dietersdorf, ein zweigeschoßiger Bau mit Halbwalmdächern, verfügt über ein Hauptgebäude im Stil der Renaissance und einen rechtwinkelig angebauten barocken Trakt. Der an der Schmalseite dreiachsige Hauptbau zeigt ornamentale Sgraffiti von 1597, eine Sonnenuhr mit Landschaftsmalerei und ein gemaltes Doppelwappen mit fünfzackiger Krone. An der Längsseite des Hauptgebäudes sind im Ober- und Untergeschoß Arkadenbögen auf starken Säulen vorgelagert. Im 20. Jahrhundert wurde das Schloss von Mitgliedern der Familie Liechtenstein renoviert und als Wohnsitz adaptiert. | BDA-Hist.: Q37904164 Status: Bescheid Stand der BDA-Liste: 2025-06-30 Name: Schloss Dietersdorf GstNr.: 33/5, 33/6 Schloss Dietersdorf                                                                                         |
| ja   | Datei hochladen | Kath. Filialkirche hl. Rochus HERIS-ID: 26756 Objekt-ID: 23250                                                            | Kirchengasse 3 Standort KG: Kogl                            | Die 1784 errichtete Filialkirche der Pfarre Rappoltenkirchen ist dem hl. Rochus geweiht. | BDA-Hist.: Q37903962 Status: § 2a Stand der BDA-Liste: 2025-06-30 Name: Kath. Filialkirche hl. Rochus GstNr.: 15 Kath. Filialkirche hl. Rochus - Kogl                                                                          |
| ja   | Datei hochladen | Flur-/Wegkapelle HERIS-ID: 26792 Objekt-ID: 23290                                                                         | neben Kapellenweg 2 Standort KG: Kogl                       | Das Eisengitter, das die Kapelle verschließt, ist mit der Jahreszahl 1888 bezeichnet. | BDA-Hist.: Q37904320 Status: § 2a Stand der BDA-Liste: 2025-06-30 Name: Flur-/Wegkapelle GstNr.: 99 Flur-/Wegkapelle Kogl |
| ja   | Datei hochladen | Hügelgrab Bei den Drei Wassern HERIS-ID: 26742 Objekt-ID: 23234                                                           | Bauernöd Standort KG: Kronstein                             | Das norisch-pannonische Hügelgrab stammt aus dem 2. Jahrhundert. Bei einer Restaurierung in den 1960ern wurde die Grabkammer teilweise sichtbar gemacht. | BDA-Hist.: Q37903868 Status: Bescheid Stand der BDA-Liste: 2025-06-30 Name: Hügelgrab Bei den Drei Wassern GstNr.: 62/52 |
| ja   | Datei hochladen | Pfarrhof HERIS-ID: 26788 Objekt-ID: 23286                                                                                 | Hauptstraße 26 Standort KG: Ollern                          | Der zweigeschoßige Rechteckbau mit Eckquaderung und Walmdach, bis 1769 Amtshaus der Herrschaft Hollenburg-Öllern, wurde 1795 als Pfarrhaus angekauft. | BDA-Hist.: Q37904269 Status: § 2a Stand der BDA-Liste: 2025-06-30 Name: Pfarrhof GstNr.: .18 |
| ja   | Datei hochladen | Friedhofskapelle HERIS-ID: 26787 Objekt-ID: 23285                                                                         | neben Hakenstraße 14 Standort KG: Ollern                    | Giebelständiger offener Nischenbau, innen Kruzifix aus dem 19. Jahrhundert. | BDA-Hist.: Q37904254 Status: § 2a Stand der BDA-Liste: 2025-06-30 Name: Friedhofskapelle GstNr.: 953/2 |
| ja   | Datei hochladen | Flur-/Wegkapelle HERIS-ID: 26784 Objekt-ID: 23282                                                                         | Flachberg 23, östlich Standort KG: Ollern                   | Kapellenbildstock an der nordwestlichen Ortseinfahrt mit tiefer Nische und geschwungenem Giebel. | BDA-Hist.: Q37904220 Status: § 2a Stand der BDA-Liste: 2025-06-30 Name: Flur-/Wegkapelle GstNr.: .225 |
| ja   | Datei hochladen | Kath. Pfarrkirche hl. Rochus HERIS-ID: 26770 Objekt-ID: 23266                                                             | gegenüber Hauptplatz 10 Standort KG: Ollern                 | Die schlichte spätbarocke Saalkirche mit klassizistischem Westturm wurde ab 1743 erbaut. | BDA-Hist.: Q37904094 Status: § 2a Stand der BDA-Liste: 2025-06-30 Name: Kath. Pfarrkirche hl. Rochus GstNr.: .68 |
| ja   | Datei hochladen | Bildstock HERIS-ID: 26713 Objekt-ID: 23205                                                                                | Standort KG: Ollern                                         | Bildstock aus dem 19. Jahrhundert. Quadratischer Pfeiler, durch profiliertes Gesims vom Aufsatz getrennt. | BDA-Hist.: Q37903676 Status: § 2a Stand der BDA-Liste: 2025-06-30 Name: Bildstock GstNr.: 953/3 |
| ja   | Datei hochladen | Schloss Plankenberg HERIS-ID: 26777 Objekt-ID: 23275                                                                      | Hauptstraße 6 Standort KG: Plankenberg                      | Blockhafter Bau auf einem Hügel über dem Ort. Straßentrakt aus dem 17. Jahrhundert, im Jahr 1923 Erweiterung um einen flachen Anbau und zwei mächtige Ecktürme im Nordwesten. Landschaftspark aus dem 19. Jahrhundert. | BDA-Hist.: Q37904137 Status: Bescheid Stand der BDA-Liste: 2025-06-30 Name: Schloss Plankenberg GstNr.: 144/2 Schloss Plankenberg - Sieghartskirchen                                                                           |
| ja   | Datei hochladen | Meierhof HERIS-ID: 26752 Objekt-ID: 23246                                                                                 | Hauptstraße 7 Standort KG: Plankenberg                      | Weiträumige Anlage südöstlich des Schlosses mit U-förmigem Grundriss. Um 1600 errichtet, spätere Ergänzungen und Zubauten. | BDA-Hist.: Q37903937 Status: Bescheid Stand der BDA-Liste: 2025-06-30 Name: Meierhof GstNr.: 143/3, 143/4 Gutshof-Meierhof, Sieghartskirchen                                                                                   |
| ja   | Datei hochladen | Römerzeitliche Siedlung Flur Sandfeld HERIS-ID: 112077 Objekt-ID: 130128seit 2013                                         | bei Koglerstraße 32 - 34 Standort KG: Plankenberg           | Nordöstlich von Plankenberg wurden Überreste einer römerzeitlichen Siedlung dokumentiert. | BDA-Hist.: Q37828441 Status: § 9-Feststellung Bodendenkmal Stand der BDA-Liste: 2025-06-30 Name: Römerzeitliche Siedlung Flur Sandfeld GstNr.: 1003, 935, 997, 1000, 999, 1002, 998                                            |
| ja   | Datei hochladen | Anlage Schloss Rappoltenkirchen mit Nebengebäuden HERIS-ID: 110830 Objekt-ID: 128584                                      | Hauptstraße 7 Standort KG: Rappoltenkirchen                 | Das Schloss Rappoltenkirchen war ursprünglich ein Renaissancebau. Im 19. Jahrhundert wurde es von Theophil von Hansen im neoklassizistischen Stil umgestaltet und erweitert. | BDA-Hist.: Q37820984 Status: Bescheid Stand der BDA-Liste: 2025-06-30 Name: Anlage Schloss Rappoltenkirchen mit Nebengebäuden GstNr.: .66, .52/2, .27, .53, .52/1 Schloss Rappoltenkirchen                                     |
| ja   | Datei hochladen | Kath. Pfarrkirche hl. Georg HERIS-ID: 26748 Objekt-ID: 23242                                                              | Hauptstraße 9 Standort KG: Rappoltenkirchen                 | Die katholische Pfarrkirche ist dem heiligen Georg geweiht. Im Chor gibt es noch gotische Bauelemente und das Langhaus stammt aus dem Ende des 16. Jahrhunderts. Von 1733 bis 1750 wurde die Kirche durchgreifende barockisiert. Die Westfassade ist im frühklassizistische Stil und der Turm wurde 1816 nach Kriegszerstörungen wiederhergestellt. | BDA-Hist.: Q37903908 Status: § 2a Stand der BDA-Liste: 2025-06-30 Name: Kath. Pfarrkirche hl. Georg GstNr.: .28 Pfarrkirche Rappoltenkirchen                                                                                   |
| ja   | Datei hochladen | Kindergarten HERIS-ID: 26747 Objekt-ID: 23241                                                                             | Kreuthstraße 2 Standort KG: Rappoltenkirchen                | Zweigeschoßiger Bau von 1879 mit historistischer Fassade und Walmdach. Ehemals Schule, bis 1972 Gemeindeamt, heute Kindergarten. | BDA-Hist.: Q37903893 Status: § 2a Stand der BDA-Liste: 2025-06-30 Name: Kindergarten GstNr.: .1 |
| ja   | Datei hochladen | Pest-/Dreifaltigkeitssäule HERIS-ID: 26749 Objekt-ID: 23243                                                               | neben Hauptstraße 5 Standort KG: Rappoltenkirchen           | Barocke Dreifaltigkeitssäule, die 1735 von Johann Adam Graf Questenberg gestiftet wurde. | BDA-Hist.: Q37903923 Status: § 2a Stand der BDA-Liste: 2025-06-30 Name: Pest-/Dreifaltigkeitssäule GstNr.: 708/2 Dreifaltigkeitssäule Rappoltenkirchen                                                                         |
| ja   | Datei hochladen | Pfarrhof HERIS-ID: 26735 Objekt-ID: 23227                                                                                 | Hauptstraße 9 Standort KG: Ried am Riederberg               | Zweigeschoßiger späthistoristischer Bau von 1884. | BDA-Hist.: Q37903843 Status: § 2a Stand der BDA-Liste: 2025-06-30 Name: Pfarrhof GstNr.: 25 |
| ja   | Datei hochladen | Hausberg und Wüstung Schlossberg HERIS-ID: 26743 Objekt-ID: 23237                                                         | Schlossberg Standort KG: Ried am Riederberg                 | Burgruine auf dem Hausberg südlich von Ried am Riederberg, erste urkundliche Erwähnung der Burg 1280, Sitz der Schenken von Ried seit 1286, Mitte des 15. Jahrhunderts verödet, vermutlich seit dem 17. Jahrhundert als Steinbruch genutzt, geringe bauliche Reste, Rundturmruine 1. Hälfte 13. Jahrhundert, Zwingermauer und Vorburg 14. Jahrhundert, weitläufiges Wall- und Grabensystem. | BDA-Hist.: Q1015476 Status: Bescheid Stand der BDA-Liste: 2025-06-30 Name: Hausberg und Wüstung Schlossberg GstNr.: 417/1, 417/2, 428, 427, 426, 430/1, 430/4, 311/1 Burgruine Ried, Sieghartskirchen                          |
| ja   | Datei hochladen | Kath. Pfarrkirche hl. Johannes der Täufer HERIS-ID: 26796 Objekt-ID: 23295                                                | gegenüber Kirchenstraße 3 Standort KG: Ried am Riederberg   | Vom Friedhof umgebene schlichte Saalkirche mit Fassadenturm von 1826. | BDA-Hist.: Q37904335 Status: § 2a Stand der BDA-Liste: 2025-06-30 Name: Kath. Pfarrkirche hl. Johannes der Täufer GstNr.: .48                                                                                                  |
| ja   | Datei hochladen | Kath. Filialkirche hl. Valentin HERIS-ID: 26789 Objekt-ID: 23287                                                          | Ringstraße 67 Standort KG: Röhrenbach                       | Filialkirche der römisch-katholischen Pfarre Sieghartskirchen am Rand des ausgedehnten Dorfangers, dem Heiligen Valentin geweiht. Gotische Saalkirche mit vorgestelltem Westturm aus dem 15. Jahrhundert. | BDA-Hist.: Q37904283 Status: § 2a Stand der BDA-Liste: 2025-06-30 Name: Kath. Filialkirche hl. Valentin GstNr.: .12 Filialkirche Röhrenbach                                                                                    |
| ja   | Datei hochladen | Pfarrhof HERIS-ID: 26726 Objekt-ID: 23218                                                                                 | Linzer Straße 2 Standort KG: Sieghartskirchen               | Zweigeschoßiger Bau aus dem 18. Jahrhundert, im Kern älter. | BDA-Hist.: Q37903771 Status: § 2a Stand der BDA-Liste: 2025-06-30 Name: Pfarrhof GstNr.: .34 Pfarrhof Linzer Straße, Sieghartskirchen 2                                                                                        |
| ja   | Datei hochladen | Ehem. Pfarrschule HERIS-ID: 26730 Objekt-ID: 23222                                                                        | Linzer Straße 4 Standort KG: Sieghartskirchen               | Zweigeschoßiger Bau mit biedermeierlichem Fassadendekor und Walmdach. | BDA-Hist.: Q37903803 Status: § 2a Stand der BDA-Liste: 2025-06-30 Name: Ehem. Pfarrschule GstNr.: .35 Ehem. Pfarrschule, Sieghartskirchen                                                                                      |
| ja   | Datei hochladen | Fundzone Mühlgstätte HERIS-ID: 112243 Objekt-ID: 130316                                                                   | Erlenweg 4, westlich Standort KG: Sieghartskirchen          | Der Eisenpeutelhof, ein ehemaliger Gutshof, wird 1335 in einer Urkunde erwähnt. Anmerkung: Areal war bereits 2012 unter der ID ArD-3-208 geschützt. | BDA-Hist.: Q37829918 Status: Bescheid Stand der BDA-Liste: 2025-06-30 Name: Fundzone Mühlgstätte GstNr.: 975/1, 976, 978, 992                                                                                                  |
| ja   | Datei hochladen | Römische Villa Vogelwiese HERIS-ID: 111111 Objekt-ID: 128894                                                              | Vogelwiese Standort KG: Sieghartskirchen                    | Auf einem Feld im Südwesten von Sieghartskirchen wurden Überreste einer römerzeitlichen Villa dokumentiert. | BDA-Hist.: Q37821822 Status: Bescheid Stand der BDA-Liste: 2025-06-30 Name: Römische Villa Vogelwiese GstNr.: 956/1, 957 |
| ja   | Datei hochladen | Rathaus/Gemeindeamt, Ehem. Poststation mit Wirtschaftstrakt und Stallungen, Nepomukfigur HERIS-ID: 26724 Objekt-ID: 23216 | Wiener Straße 12 Standort KG: Sieghartskirchen              | Das ehemalige Posthaus, 1983 als Rathaus adaptiert, ist ein ursprünglich eingeschoßiger Bau aus dem 16. Jahrhundert, der 1832 klassizistisch umgebaut und aufgestockt wurde. Im Obergeschoß der Hauptfassade befindet sich ein Mittelbalkon, darüber ein Blendaufsatz mit Rechteckschlitzen. Gegenüber liegt der ehemalige Wirtschaftstrakt, mehrfach adaptiert, mit Stallungen aus dem 18. Jahrhundert. | BDA-Hist.: Q37903739 Status: Bescheid Stand der BDA-Liste: 2025-06-30 Name: Rathaus/Gemeindeamt, Ehem. Poststation mit Wirtschaftstrakt und Stallungen, Nepomukfigur GstNr.: .62/1 Rathaus, ehem. Poststation Sieghartskirchen |
| ja   | Datei hochladen | Figur hl. Johannes Nepomuk HERIS-ID: 26719 Objekt-ID: 23211                                                               | Linzer Straße 4, in der Nähe Standort KG: Sieghartskirchen  | Statue des hl. Johannes Nepomuk mit Volutensockel am Fuß des Kirchbergs, bezeichnet 1723. | BDA-Hist.: Q37903687 Status: § 2a Stand der BDA-Liste: 2025-06-30 Name: Figur hl. Johannes Nepomuk GstNr.: 1470 Johannes Nepomuk, Kirchberg, Sieghartskirchen                                                                  |
| ja   | Datei hochladen | Figur hl. Johannes Nepomuk HERIS-ID: 26720 Objekt-ID: 23212                                                               | Wiener Straße 10, in der Nähe Standort KG: Sieghartskirchen | Statue des hl. Johannes Nepomuk auf Volutensockel bei der Brücke über die Kleine Tulln, errichtet 1782. | BDA-Hist.: Q37903697 Status: § 2a Stand der BDA-Liste: 2025-06-30 Name: Figur hl. Johannes Nepomuk GstNr.: 1456/4 Johannes Nepomuk, Postbrücke, Sieghartskirchen                                                               |
| ja   | Datei hochladen | Kath. Pfarrkirche hl. Margaretha HERIS-ID: 26722 Objekt-ID: 23214                                                         | Linzer Straße 2, neben Standort KG: Sieghartskirchen        | Im Kern spätromanische, gotisch überbaute Saalkirche, von Friedhof und Befestigungsmauer umgeben. Mächtiger romanischer Giebelturm und gotischer Chor, Innenraum barockisiert. | BDA-Hist.: Q37903717 Status: § 2a Stand der BDA-Liste: 2025-06-30 Name: Kath. Pfarrkirche hl. Margaretha GstNr.: .33 Kath. Pfarrkirche hl. Margaretha Sieghartskirchen                                                         |
| ja   | Datei hochladen | Rosalienkapelle HERIS-ID: 26732 Objekt-ID: 23224                                                                          | Linzer Straße 3a, vor Standort KG: Sieghartskirchen         | Kapelle mit Rundbogenportal unter geschweiftem Giebel aus dem 18. Jahrhundert, steht südwestlich der Pfarrkirche. | BDA-Hist.: Q37903830 Status: § 2a Stand der BDA-Liste: 2025-06-30 Name: Rosalienkapelle GstNr.: 1467/3 Rosalienkapelle, Sieghartskirchen                                                                                       |
| ja   | Datei hochladen | Figurenbildstock hl. Florian-Statue HERIS-ID: 26727 Objekt-ID: 23219                                                      | gegenüber Preßbaumerstraße 6 Standort KG: Sieghartskirchen  | Statue des heiligen Florian, bezeichnet 1723, auf quadratisch abgetrepptem Pfeiler. | BDA-Hist.: Q37903788 Status: § 2a Stand der BDA-Liste: 2025-06-30 Name: Figurenbildstock hl. Florian-Statue GstNr.: 1472/3 Figurenbildstock hl. Florian-Statue, Sieghartskirchen                                               |
| ja   | Datei hochladen | Ortskapelle hl. Sebastian HERIS-ID: 26790 Objekt-ID: 23288                                                                | Wagendorf 12, gegenüber Standort KG: Wagendorf              | Die Ortskapelle zum Heiligen Sebastian, 1906 auf Anregung des Wirtschaftsbesitzers Josef Mayer zum Dank für seine Genesung von einem Unfall erbaut, wurde im August 1907 geweiht. | BDA-Hist.: Q37904296 Status: § 2a Stand der BDA-Liste: 2025-06-30 Name: Ortskapelle hl. Sebastian GstNr.: .19 |